# Edvard Egeberg
Edvard Hemmer Egeberg, född den 17 november 1855 vid Silkeborg, död den 26 oktober 1938, var en dansk författare.
Egeberg, som var folkskollärare 1875-1903, utsände från 1894 en lång rad berättelser, bland annat Ved Dødens Port, Folkets Lærere, Præsten, Klokker och Bromanden. "Han är en af de mest betydande och lästa danska författare för folket", skriver Povl Engelstoft i Nordisk familjebok.